# La Chaze-de-Peyre
Pour les articles homonymes, voir Peyre.
La Chaze-de-Peyre est une ancienne commune française, située dans le département de la Lozère en région Occitanie, maintenant commune déléguée de Peyre en Aubrac. 
Ses habitants sont appelés les Chaziens.

## Géographie

### Localisation
La commune est située dans l'Aubrac.

### Communes limitrophes
|                       | Fau-de-Peyre (Peyre en Aubrac)            |                                          |
| Prinsuéjols-Malbouzon | La Chaze-de-Peyre                         | Aumont-Aubrac (Peyre en Aubrac)          |
|                       | Sainte-Colombe-de-Peyre (Peyre en Aubrac) | Saint-Sauveur-de-Peyre (Peyre en Aubrac) |

## Toponymie
En occitan, peyre signifie « pierre ». La chaze de Peyre signifie « la maison de pierre ».

## Politique et administration

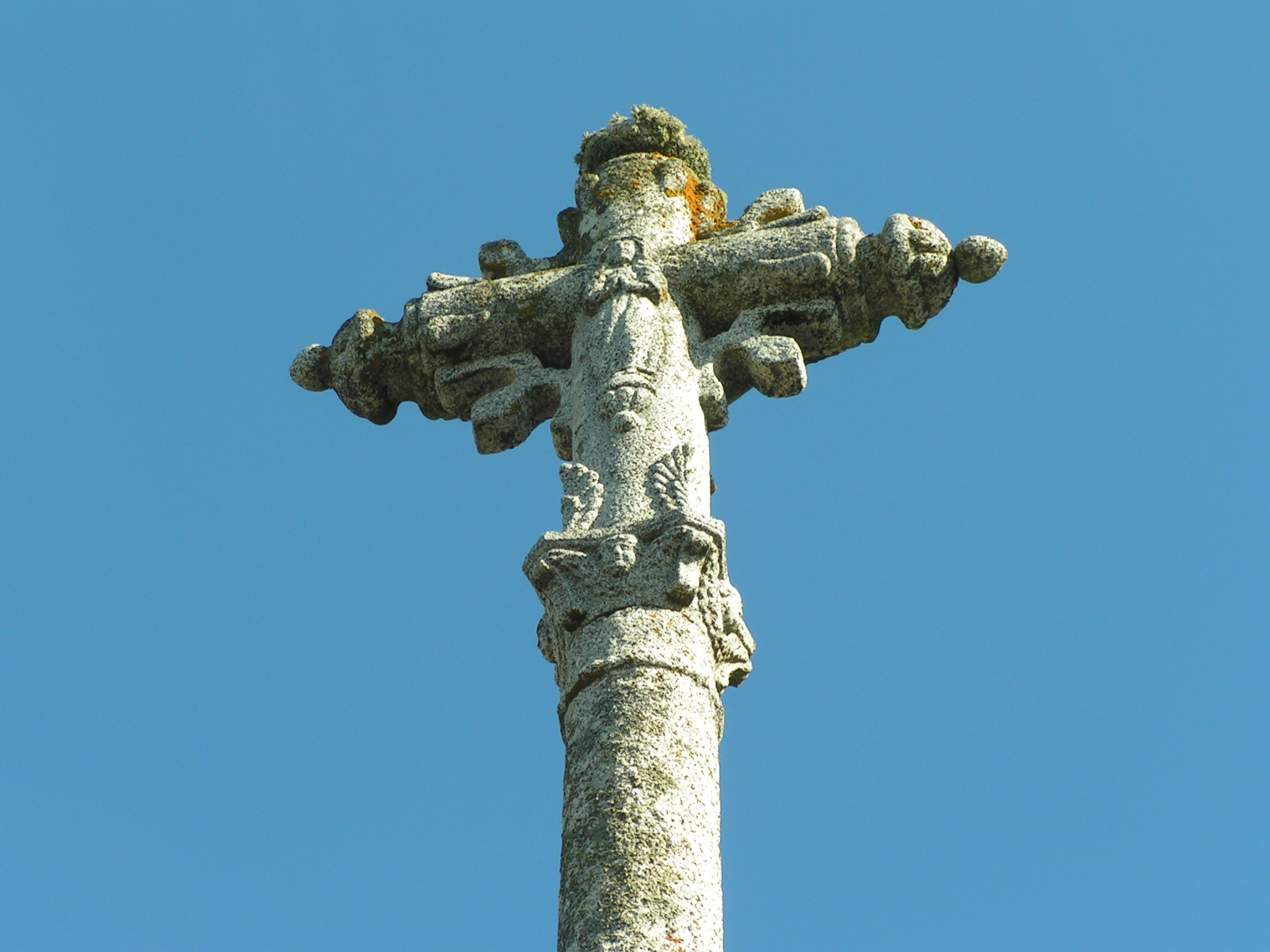
La croix de la Chaze-de-Peyre.

| Période      | Période  | Identité   | Étiquette | Qualité |
| ------------ | -------- | ---------- | --------- | ------- |
| janvier 2017 | En cours | Denis Gras | LR        |         |

| Période                                  | Période | Identité   | Étiquette | Qualité |
| ---------------------------------------- | ------- | ---------- | --------- | ------- |
| Les données manquantes sont à compléter. |         |            |           |         |
| 2001                                     | 2016    | Denis Gras | LR        |         |

## Démographie
L'évolution du nombre d'habitants est connue à travers les recensements de la population effectués dans la commune depuis 1793. À partir du 1er janvier 2009, les populations légales des communes sont publiées annuellement dans le cadre d'un recensement qui repose désormais sur une collecte d'information annuelle, concernant successivement tous les territoires communaux au cours d'une période de cinq ans. 
Pour les communes de moins de 10 000 habitants, une enquête de recensement portant sur toute la population est réalisée tous les cinq ans, les populations légales des années intermédiaires étant quant à elles estimées par interpolation ou extrapolation. Pour la commune, le premier recensement exhaustif entrant dans le cadre du nouveau dispositif a été réalisé en 2007,.
En 2014, la commune comptait 314 habitants, en évolution de +23,14 % par rapport à 2009 (Lozère : −1,04 %, France hors Mayotte : +2,49 %).
| 1793 | 1800 | 1806 | 1821 | 1831 | 1836 | 1841 | 1846 | 1851 |
| ---- | ---- | ---- | ---- | ---- | ---- | ---- | ---- | ---- |
| 508  | 423  | 580  | 384  | 504  | 491  | 563  | 583  | 606  |

| 1856 | 1861 | 1866 | 1872 | 1876 | 1881 | 1886 | 1891 | 1896 |
| ---- | ---- | ---- | ---- | ---- | ---- | ---- | ---- | ---- |
| 535  | 476  | 514  | 532  | 487  | 490  | 502  | 503  | 510  |

| 1901 | 1906 | 1911 | 1921 | 1926 | 1931 | 1936 | 1946 | 1954 |
| ---- | ---- | ---- | ---- | ---- | ---- | ---- | ---- | ---- |
| 513  | 502  | 510  | 513  | 504  | 501  | 506  | 429  | 367  |

| 1962 | 1968 | 1975 | 1982 | 1990 | 1999 | 2007 | 2012 | 2014 |
| ---- | ---- | ---- | ---- | ---- | ---- | ---- | ---- | ---- |
| 369  | 301  | 261  | 252  | 210  | 206  | 246  | 298  | 314  |

## Culture locale et patrimoine

### Lieux et monuments
- La chapelle de La Pignède située sur le chemin de Saint-Jacques-de-Compostelle.

- L'église en granit datant du XIIe siècle.

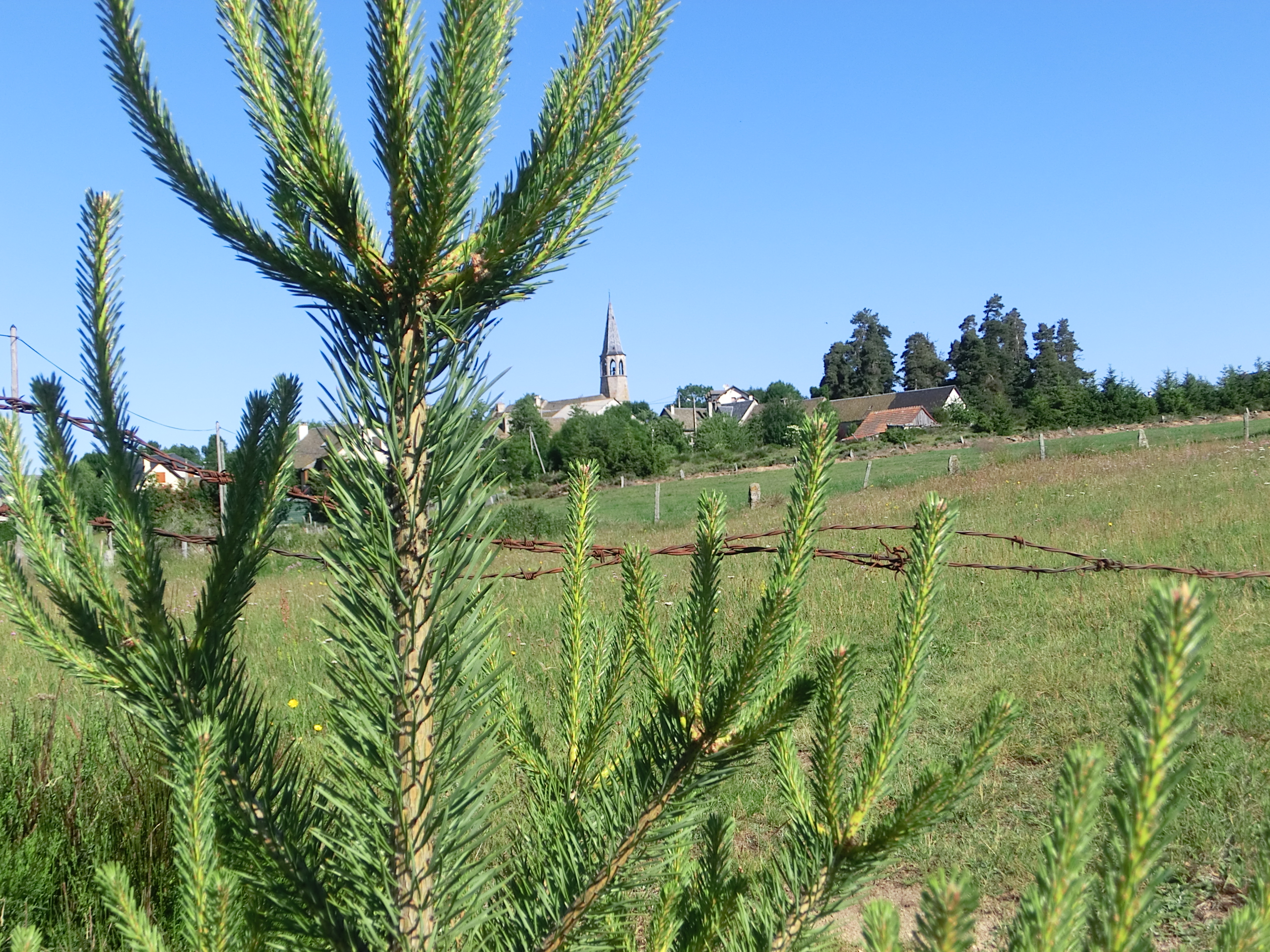
Vue générale du village.
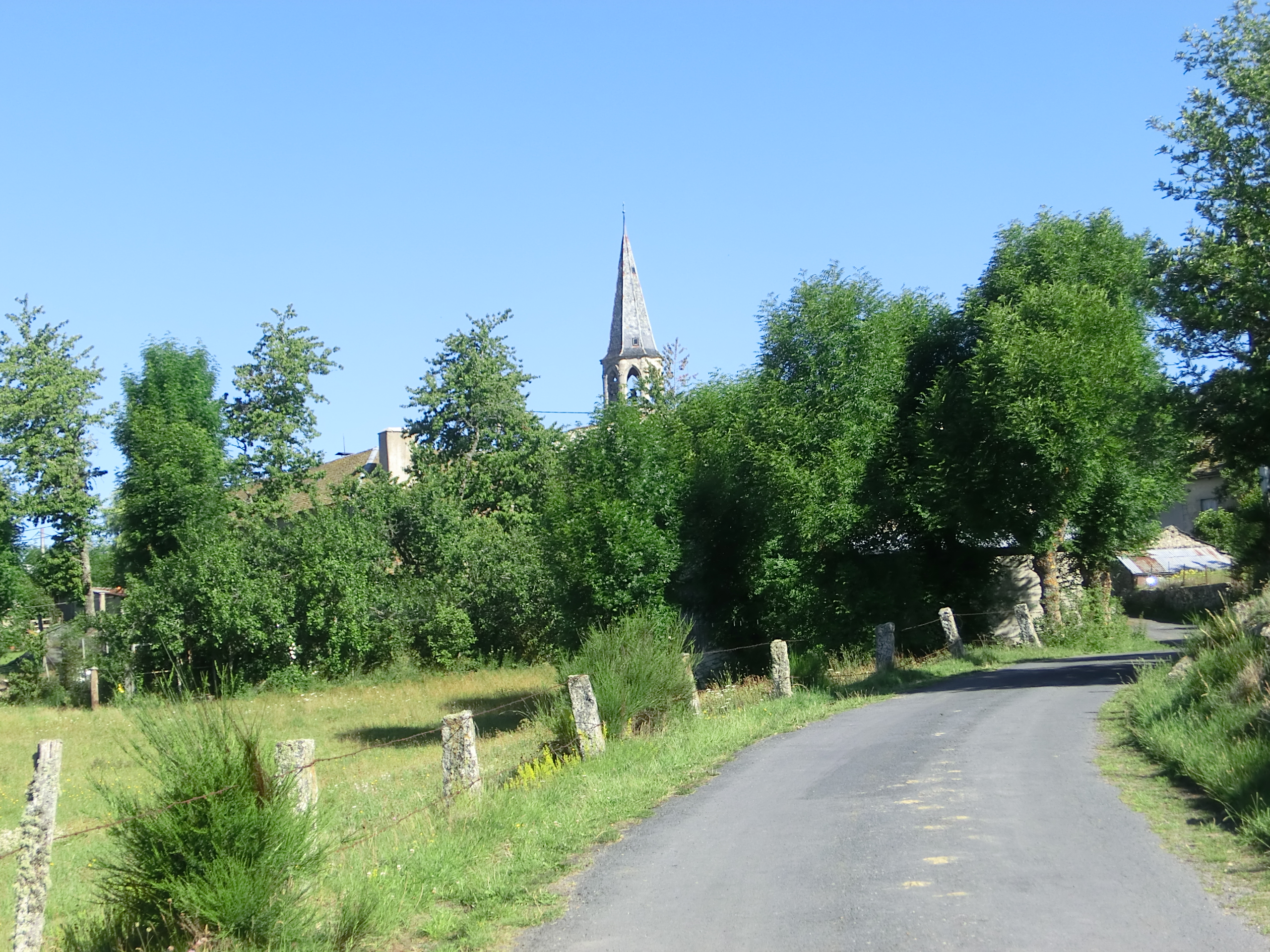
Entrée du village.
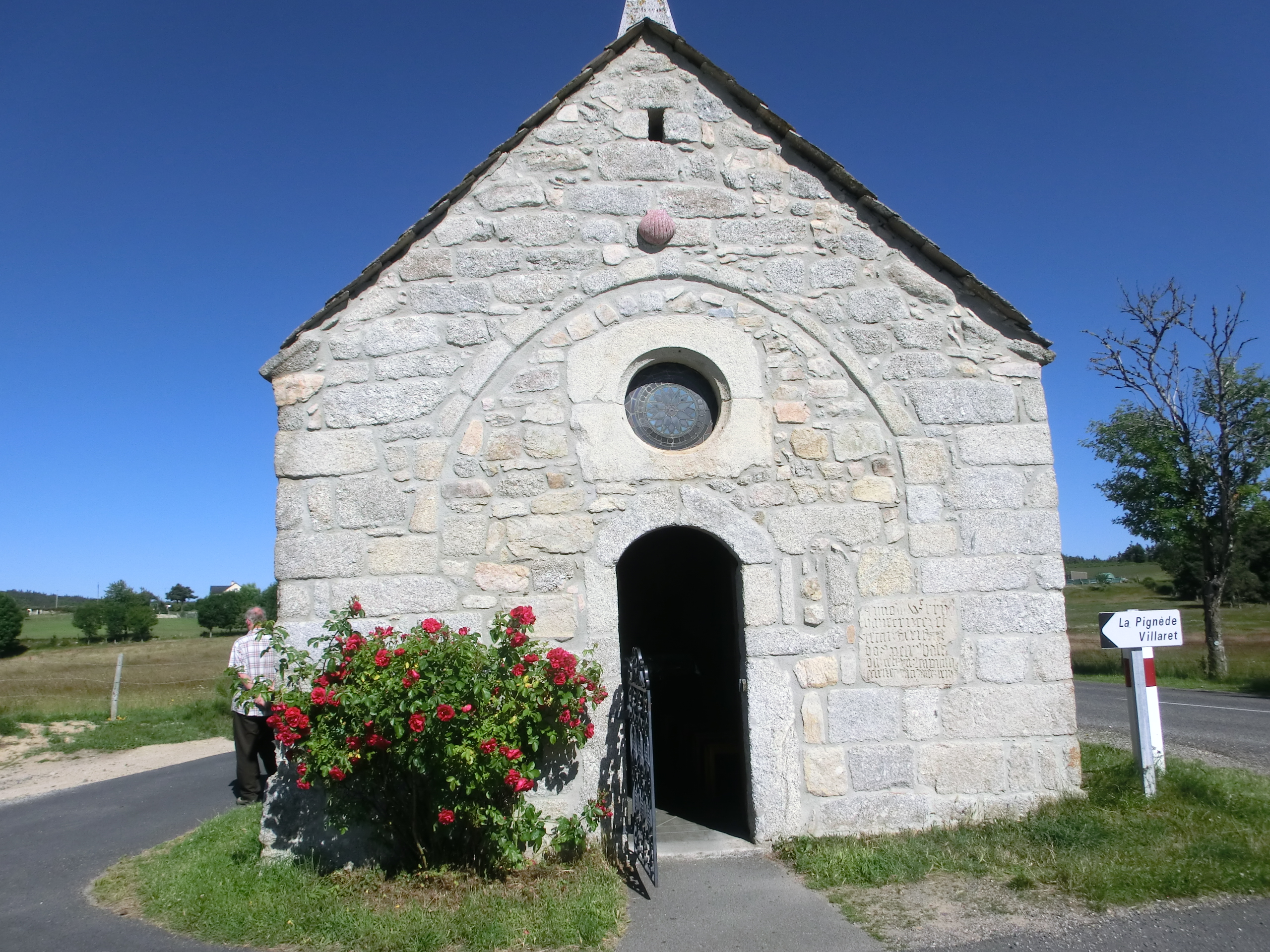
La chapelle de Bastide près de La Chaze-de-Peyre sur le chemin de Compostelle.